# São José (Porto Alegre)
Pour les articles homonymes, voir São José.

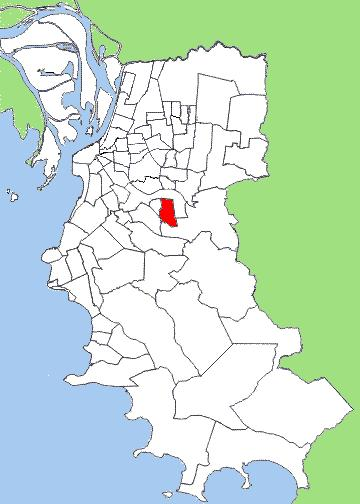
São José sur une carte de Porto Alegre

São José est un quartier de la ville de Porto Alegre, capitale de l'État du Rio Grande do Sul. Il a été créé par la Loi 2022 de 7/12/59.

## Données générales
- Population (2000) : 28.957 habitants[réf. nécessaire]
  - Hommes : 13.878
  - Femmes : 15.079

- Superficie : 212 ha
- Densité : 136,59 hab/ha

## Limites actuelles
Rue Dona Firmina, de l'angle de l'Avenue Bento Gonçalves jusqu'à la rencontre avec la rue 26 de Dezembro ; de là, en ligne droite, jusqu'à la rue Ângelo Barcelos, au point de passage du ruisseau du Moinho et  le long de ce cours d'eau en direction nord/sud jusqu'à la rue Rua Aquidaben ; de cette dernière à la rue São Guilherme sur toute sa longueur, incluant le prolongement prévu, jusqu'à l'Arroio Dilúvio, et, le suivant dans le sens est/ouest, jusqu'au point de rencontre avec la route du Beco do Salso et, de là, jusqu'à l'avenue Bento Gonçalves, en direction du Centre, en retournant à la rue Dona Firmina.

## Localisation
Il se situe dans la Zone Est de Porto Alegre.

## Histoire
Le quartier São José trouve son origine dans l'ancien hameau de São José, implanté en 1875 par José Inácio Barcelos, qui organisait alors un grand développement de ses propriétés pour mieux pouvoir les commercialiser.
Dans la zone est érigée une chapelle en hommage à São José qui vit sa première messe réalisée le 11 avril 1880. De nos jours, l'Église y organise un évènement de grande importance pour la vie catholique de la ville : la procession de la passion du Christ, tradition qui attire annuellement des milliers de personnes.
Au-delà de ce regroupement d'habitations, un noyau d'occupation s'est développé sans plus d'organisation sur le Morro da Cruz, sur l'ancienne Chácara José Murialdo. Dans ce lieu se rencontrent des immigrants de divers points de l'État, tels que
São Francisco de Paula, Bagé, Minas do Butiá, et même de l'État de Santa Catarina. Certaines personnes y arrivèrent dans les années 1960 quand le gouverneur Ildo Meneguetti réalisa ses « réformes » de l'habitat des favelas du Centre pour les déplacer sur les périphéries de la cité.
Bien que quelques auteurs exaltent l'amiance du morro, le décrivant comme un lieu qui possède tous les avantages d'une ville tels qu'écoles, hôpitaux et transports dans un air de « campagne », on ne peut certainement pas ignorer les conditions de précarité qui y perdurent, comme le fait, par exemple, que, dans les années 1980, 35 % de la population n'y possédait toujours pas d'eau courante et de service de récupération des ordures, ou que 20 % y est encore analphabète.

## Aujourd'hui
Dans la réalité de Porto Alegre, le quartier de São José et le Morro da Cruz ne sont pas les seuls lieux à se trouver dans des conditions précaires. La délinquance et le trafic de drogue y sont très forts, malgré le travail social de bonne qualité qui y est intensément développé. L'institution catholique du Collège São José de Murialdo est une très importante de celle-ci, en menant un travail de formation générale et professionnelle.